# دولار القارة القطبية الجنوبية
الدولار الأنتركتيكي هو عملة غير رسمية لهواة التجميع منتج من طرف مكتب صرف أنتاركتيكا وباعتباره عملة وطنية لقارة أنتاركتيكا. على الرغم من تلك النقود ليست قانونية أو رسمية، في القطب الجنوبي أو في أي قارة أخرى أو أي بلد، فان الشركة تصدرها طبقا للقيمة الاسمية طوال فترة صلاحيتها.
مكتب الصرف أنتاركتيكا يزعم انه يستخدم جزء من العائدات من بيع الدولار الانتركتيكي لتمويل المنظمات التي تسعى لإجراء البحوث والمشاريع الإنسانية في منطقة القطب الجنوبي.